# Смирнов, Олег Евгеньевич (хоккеист)
Олег Евгеньевич Смирнов (Пустой шаблон {{ВД-Преамбула}} ) — российский хоккеист, нападающий.

## Биография
Воспитанник челябинских СК Восход, тренер В. И. Стариков и СДЮШОР «Трактор», тренер М. Е. Чулков. Выступал за команды «Юниор-Т» Курган (1996/97 — 1997/98), «Трактор» (1997/98 — 2005/06), «Мечел» (2005/06), «Газовик» Тюмень (2006/07 — 2007/08), «Южный Урал» (2007/08), «Кристалл-Югра» Белоярский, «Политехник» Челябинск, «Металлург» Серов, «Инквой» Советский (все — 2008/09).
Бронзовый призёр высшей лиги (2004). Победитель хоккейного турнира зимней Универсиады 2005 года, серебряный призёр хоккейного турнира зимней Универсиады 2007 года. Самый молодой капитан в истории «Трактора» — 19 лет.
Скончался в 2024 году в возрасте 43 лет.